# كوكا غامارا
كوكا غامارا (من مواليد 23 ديسمبر 1974) سياسية إسبانية وعضو في حزب الشعب.

## السيرة الشخصية
ولدت في 23 ديسمبر 1974 في لوغرونيو وحصلت على إجازة في القانون الاقتصادي من جامعة ديوستو. انتخبت مستشارة بلدية لوغرونيو، وشغلت منصب نائب رئيس البلدية من 2003 إلى 2007. أصبحت عمدة لوغرونيو بعد الانتخابات البلدية 2011.
أعيد انتخابها عمدة لوغرونيو لولاية ثانية في الانتخابات البلدية لعام 2015.
أيدت ثريا ساينز دي سانتاماريا فيما يتعلق بعملية انتخاب زعيمة حزب الشعب الجديد في عام 2018.
ترشحت كمرشحة لمجلس النواب في حزب الشعب في الانتخابات العامة في أبريل 2019، وانتخبت نائبة. شغلت مقعدها في الانتخابات العامة في نوفمبر 2019.
في أغسطس 2020 اختارها بابلو كاسادو لتكون الناطقة الجديدة باسم المجموعة البرلمانية لحزب الشعب في مجلس النواب، لتحل محل كايتانا ألفاريز دي توليدو.